# 17053 Ashayshah
17053 Ashayshah è un asteroide della fascia principale. Scoperto nel 1999, presenta un'orbita caratterizzata da un semiasse maggiore pari a 2,936299 UA e da un'eccentricità di 0,078590, inclinata di 3,154546° rispetto all'eclittica. Ha un diametro di 6,105 km.